# Mihawk Falkeøje
Mihawk Dulacre også kaldet Falkeøje er en fiktiv pirat fra mangaen og animeen One Piece. Han er en af De syv samuraier.

## Om Mihawk
Mihawk siges at være den stærkeste fægter i One Piece-verdenen og han kaldes monstret over alle monstre. Da han har så meget status, magt og styrke, er det Lorenor Zorros ultimative mål at besejre ham. Mihawk er rent faktisk så stærk, at mange personer beskylder ham for at have djævlekræfter, men alt tyder på, at hans evner kommer fra ren træning og talent.
Hans stærkeste våben er et Black sword, det stærkeste sværd i verden. Det er et flot dekoreret, næsten menneskestort sværd formet som et kors med en skinnende, sort klinge, der er kurvet ved spidsen. Han kan skære skibe midt over med et enkelt hug fra sværdet, parere projektiler ved bare at dreje sværdet og forsvare sig mod selv legendariske pirater med en lille lommekniv, der ligger skjult i korset, han har om halsen.
Mihawk bærer meget dekoreret tøj. Man kan især kende ham på hans bredskyggede hat med et stort stykke stof, hans lange, sorte kappe, hans korshalskæde og hans sværd. Mihawk rejser rundt i en kisteformet båd med to stearinlys på siden, en enkelt sort sejl og en enkel siddeplads. At han kan rejse rundt på Grand Line i sådan en båd er bare endnu et bevis på hans evner.

## Personlighed
Mihawk er en af de mest seriøse personer i One Piece og han er også det mest ærefulde medlem af De syv samuraier, vi har set. Der er to store eksempler på hans sans for ære:
- Han skånede Zorros liv, så Zorro kunne blive stærkere
- Han nægtede at slås mod Shanks, da Shanks mangler en arm og dermed har et handicap

Selvom han er verdens største fægtemester, er Mihawk stadig jordnær. Han kan blive lidt kæphøj, når han normalt er så overlegen, men han kan stadig genkende talent. Faktisk ønsker han at se Lorenor Zorro overgå ham efter at have set Zorros viljestyrke i kamp.
Mihawk er derimod ikke så påpasselig, hvad angår at opfylde hans pligter som en af De syv samuraier, da han sjældent dukker op ved topmøder og vælger visse pirater at jage frem for andre. Jeff spekulerede på, om grunden til, at Mihawk angreb Don Creek og hans mænd var, at de havde forstyrret hans middagslur. Den egentlige grund til angrebet er ukendt, men Mihawk hævder, at fulgte dem helt til East Blue for at fordrive tiden.
Mihawk og Shanks' samtale i bind 11 kunne tyde på, at de har været rivaler i fortiden, men det kunne muligvis være stoppet, efter Shanks mistede sin venstre arm. Han har stadig et neutralt forhold til Shanks og kan som regel finde ham, hvis han vil snakke med ham. De to kommer nogenlunde ud af det med hinanden, selvom deres personligheder er komplet modsatte. Shanks kunne ovenikøbet få Mihawk til at deltage i sin fest.

## Historie
Der vides ikke noget om Mihawks liv som normal pirat og hvornår, han blev medlem af De syv samuraier.
Da Don Creek og hans piratflåde var ankommet til Grand Line mødte de hurtigt Mihawk, som uden problemer destruerede hele flåden med undtagelse af et skib. Det sidste skib nåede tilbage til East Blue, men var smadret og uden forsyninger. Mihawk fulgte efter Don Creek til East Blue og destruerede det sidste skib, men viste meget lidt interesse i at slås mod selve Creek.
Samtidig mødte han Stråhattene og Zorro udfordrede ham straks. Mihawk kunne blokere alle Zorros udfald med spidsen af sin lommekniv, hvorefter han til sidst stak ham i brystet med den. Mihawk var så imponeret over Zorros viljestyrke, at han besluttede at give Zorro en kamp mod hans Black sword. Mihawk vandt og huggede to af Zorros sværd i småstykker. Zorro indrømmede sit nederlag, men vendte sig om, så han ikke skulle få et hug i ryggen. Mihawk accepterede Zorros fægtemesterprincippet og huggede et gigantisk sår over hele Zorros bryst, men holdt sig nok tilbage til, at Zorro kunne overleve. Dog gav angrebet et permanent ar på Zorros bryst. Derefter fortalte Mihawk sit rigtige navn til Zorro og udfordrede ham til en kamp på Grand Line. Nu ville Creek op mod Mihawk, men Mihawk gad ikke og tog hurtigt tilbage til Grand Line.
5 bøger senere besøger Mihawk Shanks for at bringe ham nyhederne om Ruffy. Senere dukker han uventet op til et møde med marinerne og to andre af De syv samuraier, Donquixote Doflamingo og Bartolomæus Bjørn.